# Nocarodes urmianus
Nocarodes urmianus är en insektsart som beskrevs av Willy Adolf Theodor Ramme 1939. Nocarodes urmianus ingår i släktet Nocarodes och familjen Pamphagidae.

## Underarter
Arten delas in i följande underarter:
- N. u. carinatus
- N. u. urmianus